# Showtime (rete televisiva)
Showtime (anche conosciuto come Paramount+ with Showtime) è un'emittente televisiva a pagamento statunitense e la rete ammiraglia di proprietà di Showtime Networks, una suddivisione di Paramount Media Networks a sua volta divisione di Paramount Skydance Corporation. La programmazione di Showtime include serie televisive prodotte esclusivamente per la rete lineare e sviluppate per il co-proprietario servizio di streaming Paramount+, film distribuiti nelle sale e film indipendenti, documentari, speciali di stand-up comedy e film per la televisione.

## Storia
Il 30 gennaio 2023 Paramount Global ha annunciato piani per integrare pienamente il servizio diretto al consumatore di Showtime con il piano premium del servizio di streaming Paramount+; il servizio combinato sarebbe denominato Paramount+ with Showtime, sostituendo il pacchetto di streaming con lo stesso nome lanciato nell'agosto 2022. La fusione è iniziata il 27 giugno 2023, con l'app Showtime Anytime dimessa il 14 dicembre seguente e l'app autonoma di Showtime sospesa il 30 aprile 2024. Il canale principale di Showtime è stato rinominato Paramount+ with Showtime l'8 gennaio 2024, sebbene il nome precedente rimane in uso come marchio autonomo per i suoi canali e per il marketing dei programmi originali della rete.

## Canali
Showtime ha 8 canali televisivi (le abbreviazioni in parentesi sono usate come logo per identificarne i canali)
- Showtime (SHO): la rete ammiraglia; trasmette film blockbuster, pellicole in prima visione, serie originali, speciali.
- Showtime 2 (SHO2): Canale secondario; offre ulteriori film, serie originali e speciali. Lanciato nel 1991, è stato rinominato Showtime Too dal 2001 al 2006.
- Showcase (SHO3): simile a Showtime 2; offre film originali e in prima visione. Ha avuto il nome di Showtime 3 dal 1996 al 2001.
- Showtime Beyond (SHOB): trasmetteva film di fantascienza, fantasy e horror e serie TV originali di fantascienza. È stato lanciato nel settembre 1999 e chiuso il 15 luglio 2020.
- SHO×BET: si concentra sulla programmazione rivolta al pubblico afroamericano e sull'incorporazione di contenuti originali mirati a quella fascia demografica dalle rispettive librerie di Showtime e BET.
- Showtime Extreme (SHOX): canale che offre film d'azione, di avventura, thriller, di gangster di arti marziali ed eventi sportivi (come incontri di arti marziali miste e boxe). Manda in onda più di 60 film al mese e la domenica una speciale doppia proiezione dedicata ad una star del cinema d'azione. È stato lanciato il 10 marzo 1998.
- Showtime Family Zone (SHOF): canale con una programmazione dedicata alla famiglia e ad un pubblico molto giovane. È stato inaugurato nel marzo 2001.
- Showtime Next (SHON): canale orientato verso il pubblico nella fascia d'età 18-34; dispone di più di 50 nuovi film ogni mese, pellicole originali, cortometraggi e corti animati. È stato lanciato nel marzo 2001.
- Showtime Women (SHOW): canale dedicato al pubblico femminile. Offre film, serie TV originali e speciali. È stato inaugurato nel marzo 2001.

Tutti i canali sono disponibili in alta definizione.

## Lista di programmi originali

### Serie TV
- Bizarre (1980-1985)
- 33 Brompton Place (1982)
- A New Day in Eden (1982-1983)
- The Paper Chase (1983-1986)
- Brothers (1984-1989)
- Assassinio nello spazio (Murder in Space) (1985)
- The Frantics (1986)
- It's Garry Shandling's Show (1986-1990)
- Hard Knocks (1987)
- Sherman Oaks (1995-1997)
- Poltergeist (Poltergeist: The Legacy) (1996-1999)
- Stargate SG-1 (1997-2002)
- Oltre i limiti (The Outer Limits) (1997-2002)
- Linc's (1998-2000)
- Rude Awakening (1998-2001)
- Total Recall 2070 (1999)
- Beggars and Choosers (1999-2000)
- Resurrection Blvd. (2000-2002)
- Soul Food (2000-2004)
- Queer as Folk (2000-2005)
- Engine Trouble (2001)
- Going to California (2001-2002)
- Leap Years (2001-2002)
- The Chris Isaak Show (2001-2004)
- Odyssey 5 (2002)
- Street Time (2002-2003)
- Queer Duck (2002-2004)
- Jeremiah (2002-2004)
- Out of Order (2003)
- Fuori di zukka (Free for All) (2003)
- Dead Like Me (2003-2004)
- Huff (2004-2006)
- The L Word (2004-2009)
- Babershop (2005)
- Fat Actress (2005)
- Sleeper Cell (2005-2006)
- Masters of Horror (2005-2007)
- Brotherhood - Legami di sangue (Brotherhood) (2006-2008)
- Cape Wrath - Fuga dal passato (Cape Wrath) (2007)
- I Tudors (The Tudors) (2007-2010)
- Weeds (2005-2012)
- Dexter (2006-2013)
- Californication (2007-2014)
- Nurse Jackie - Terapia d'urto (Nurse Jackie) (2009-2015)
- United States of Tara (2009-2011)
- The Big C (2010-2013)
- Episodes (2011-2017)
- Shameless (2011-2021)
- I Borgia (The Borgias) (2011-2013)
- Homeland - Caccia alla spia (Homeland) (2011-2020)
- House of Lies (2012-2016)
- Ray Donovan (2013-2020)
- Masters of Sex (2013-2016)
- Penny Dreadful (2014-2016)
- The Affair - Una relazione pericolosa (2014-2019)
- Billions (2016-2023)
- Dice (2016-2017)
- Guerrilla (2017)
- Twin Peaks (2017)
- I'm Dying Up Here - Chi è di scena? (2017-2018)
- The Chi (2017-in corso)
- Kidding - Il fantastico mondo di Mr. Pickles (Kidding) (2018-2020)
- Escape at Dannemora (2018)
- Black Monday (2019-2021)
- City on a Hill	(2019-2022)
- The L Word: Generation Q (2019-2023)
- Penny Dreadful: City of Angels (2020)
- Your Honor (2020-2023)
- Yellowjackets (2021-in corso)
- American Rust - Ruggine americana (2021)
- Dexter: New Blood (2021-2022)
- L'uomo che cadde sulla Terra (The Man Who Fell to Earth) (2022)
- American Gigolo (2022)
- Let the Right One In (2022)
- The First Lady (2022)
- The Curse (2023)
- Compagni di viaggio (Fellow Travelers) (2023)
- The Agency (2024-in corso)
- Dexter: Original Sin (2024-in corso)
- Dexter: Resurrection (2025-in corso)

### Sport
- ELITEXC: Xtreme Combat (2007-2008)
- ShoXC (2007-2008)
- Showtime Championship Boxing (1986-in corso)
- ShoBox: The New Generation (2001-in corso)
- Inside the NFL (2008-in corso)
- ShoMMA (2009-in corso)
- Inside NASCAR (2010-in corso)

### Reality show e documentari
- American Candidate (2004)
- Porno: un affare di famiglia (Family Business) (2003-2006)
- Freshman Diaries
- Full Color Football: The History of the American Football League (2009)
- The Hoop Life
- Interscope Presents: The Next Episode
- Lock N' Load  (2009)
- This American Life (2007-2009)
- Big Brother: After Dark (2007-in corso)
- Penn & Teller: Bullshit! (2003-2010)
- I Can't Believe I'm Still Single (2008-in corso)
- La La Land (2010-in corso)
- The Real L Word (2010-2012)
- RuPaul's Drag Race All Stars (2012-in corso)

### Programmi per adulti
- Beverly Hills Bordello (1996-1998)
- Debbie Does Dallas ... Again (2007)
- Deeper Throat (2009)
- Hot Springs Hotel (1998-2000)
- Lady Chatterly's Stories (2000-2001)
- Love Street (1994-1996)
- Red Shoe Diaries (1992-1999)
- Sexual Healing (2006-2007)
- Women: Stories of Passion (1996-1999)
- AVN Awards (2007-in corso)
- Body Language (2009-in corso)
- Beach Heat Miami (2010-in corso)

### Programmi per bambini
- American Heroes & Legends (1992-1995)
- Shelley Duvall's Bedtime Stories (1992-1995)
- The Busy World of Richard Scarry (1993-1995)
- Chris Cross (1994-1995)
- Nel regno delle fiabe (Faerie Tale Theatre) (1982-1987)
- Mrs. Piggle-Wiggle (1994-1996)
- OWL/TV (1992-1997)
- Siete pronti? (Ready or Not) (1993-1995)
- Tall Tales & Legends (1985-1987)
- Thunderbirds 2086 (?)
- We All Have Tales (1992-1995)

## Showtime nel mondo
Showtime oltre che negli Stati Uniti era presente anche nel resto del mondo con Showtime Australia, Showtime Arabia (Medio Oriente e Nordafrica), Showtime Scandinavia (Danimarca, Finlandia, Norvegia e Svezia) e Showtime Extreme (Spagna). In Turchia è visibile sulla pay TV satellitare Digiturk.
La programmazione di Showtime è distribuita anche in paesi/territori selezionati attraverso versioni localizzate di Paramount+, tra cui Australia, America Latina ed Europa.

### SkyShowtime

SkyShowtime

SkyShowtime è una collaborazione tra Showtime di e Sky del gruppo Comcast che combina le programmazioni dei servizi di streaming di
Paramount+, Peacock e Sky Studios. SkyShowtime è stato lanciato nei mercati europei dove Sky non gestisce i servizi satellitari.

## Loghi

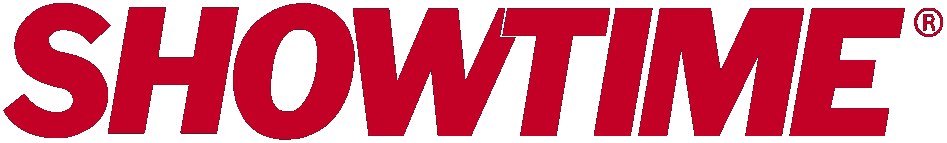
1981-1997
1997-2024
In uso dall'8 gennaio 2024